# ريال أوديو
بالإنجليزية RealAudio هي ملكية تنسيق الصوت التي وضعتها شركة ريل نتوركس وظهرت لأول مرة في أبريل 1995. يستخدم التنسيق مجموعة متنوعة من برامج الترميز الصوتية، التي تتراوح بين انخفاض معدل البت التنسيقات التي يمكن استخدامها عبر أجهزة الجوال، وتنسيقات عالية الدقة للموسيقى. وحاليا يستخدم هذا الصيغة لأغاني التي في مواقع الوسيقى دون تحميل الاغانية في الجهاز